# Selección de fútbol sub-17 de Islas Vírgenes Estadounidenses
La Selección de fútbol sub-17 de las Islas Vírgenes Estadounidenses es el equipo que representa al país en el Mundial Sub-17, en el campeonato Sub-17 de la Concacaf y en la Copa Juvenil de la CFU; y es controlado por la Federación de Fútbol de las Islas Vírgenes Estadounidenses.

## Participaciones

### Copa Mundial Sub-17
Resultado general: No se ha clasificado.
| Año                         | PJ                      | PG                      | PE                      | PP                      | GF                      | GC                      | DIF.                    | PTS                     | Ronda                   |
| --------------------------- | ----------------------- | ----------------------- | ----------------------- | ----------------------- | ----------------------- | ----------------------- | ----------------------- | ----------------------- | ----------------------- |
| China 1985                  | No existía la selección | No existía la selección | No existía la selección | No existía la selección | No existía la selección | No existía la selección | No existía la selección | No existía la selección | No existía la selección |
| Canadá 1987                 | No existía la selección | No existía la selección | No existía la selección | No existía la selección | No existía la selección | No existía la selección | No existía la selección | No existía la selección | No existía la selección |
| Escocia 1989                | No existía la selección | No existía la selección | No existía la selección | No existía la selección | No existía la selección | No existía la selección | No existía la selección | No existía la selección | No existía la selección |
| Italia 1991                 | No existía la selección | No existía la selección | No existía la selección | No existía la selección | No existía la selección | No existía la selección | No existía la selección | No existía la selección | No existía la selección |
| Japón 1993                  | No existía la selección | No existía la selección | No existía la selección | No existía la selección | No existía la selección | No existía la selección | No existía la selección | No existía la selección | No existía la selección |
| Ecuador 1995                | No existía la selección | No existía la selección | No existía la selección | No existía la selección | No existía la selección | No existía la selección | No existía la selección | No existía la selección | No existía la selección |
| Egipto 1997                 | No existía la selección | No existía la selección | No existía la selección | No existía la selección | No existía la selección | No existía la selección | No existía la selección | No existía la selección | No existía la selección |
| Nueva Zelanda 1999          | No existía la selección | No existía la selección | No existía la selección | No existía la selección | No existía la selección | No existía la selección | No existía la selección | No existía la selección | No existía la selección |
| Trinidad y Tobago 2001      | No clasificó            | No clasificó            | No clasificó            | No clasificó            | No clasificó            | No clasificó            | No clasificó            | No clasificó            | No clasificó            |
| Filandia 2003               | No clasificó            | No clasificó            | No clasificó            | No clasificó            | No clasificó            | No clasificó            | No clasificó            | No clasificó            | No clasificó            |
| Perú 2005                   | No clasificó            | No clasificó            | No clasificó            | No clasificó            | No clasificó            | No clasificó            | No clasificó            | No clasificó            | No clasificó            |
| Corea del Sur 2007          | No clasificó            | No clasificó            | No clasificó            | No clasificó            | No clasificó            | No clasificó            | No clasificó            | No clasificó            | No clasificó            |
| Nigeria 2009                | No clasificó            | No clasificó            | No clasificó            | No clasificó            | No clasificó            | No clasificó            | No clasificó            | No clasificó            | No clasificó            |
| México 2011                 | No participó            | No participó            | No participó            | No participó            | No participó            | No participó            | No participó            | No participó            | No participó            |
| Emiratos Árabes Unidos 2013 | No clasificó            | No clasificó            | No clasificó            | No clasificó            | No clasificó            | No clasificó            | No clasificó            | No clasificó            | No clasificó            |
| Chile 2015                  | No clasificó            | No clasificó            | No clasificó            | No clasificó            | No clasificó            | No clasificó            | No clasificó            | No clasificó            | No clasificó            |
| India 2017                  | No clasificó            | No clasificó            | No clasificó            | No clasificó            | No clasificó            | No clasificó            | No clasificó            | No clasificó            | No clasificó            |
| Brasil 2019                 | No clasificó            | No clasificó            | No clasificó            | No clasificó            | No clasificó            | No clasificó            | No clasificó            | No clasificó            | No clasificó            |
| Indonesia 2023              | No clasificó            | No clasificó            | No clasificó            | No clasificó            | No clasificó            | No clasificó            | No clasificó            | No clasificó            | No clasificó            |
| Qatar 2025                  | No clasificó            | No clasificó            | No clasificó            | No clasificó            | No clasificó            | No clasificó            | No clasificó            | No clasificó            | No clasificó            |
| Total                       | —                       | —                       | —                       | —                       | —                       | —                       | –                       | —                       | —                       |

### Campeonato Sub-17 de la Concacaf
| Año                                                 | PJ                      | PG                      | PE                      | PP                      | GF                      | GC                      | DIF.                    | PTS                     | Ronda                   |
| --------------------------------------------------- | ----------------------- | ----------------------- | ----------------------- | ----------------------- | ----------------------- | ----------------------- | ----------------------- | ----------------------- | ----------------------- |
| Trinidad y Tobago 1983 a El Salvador - Jamaica 1999 | No existía la selección | No existía la selección | No existía la selección | No existía la selección | No existía la selección | No existía la selección | No existía la selección | No existía la selección | No existía la selección |
| Estados Unidos - Honduras 2001                      | No clasificó            | No clasificó            | No clasificó            | No clasificó            | No clasificó            | No clasificó            | No clasificó            | No clasificó            | No clasificó            |
| Canadá - Guatemala 2003                             | No clasificó            | No clasificó            | No clasificó            | No clasificó            | No clasificó            | No clasificó            | No clasificó            | No clasificó            | No clasificó            |
| Costa Rica - México 2005                            | No clasificó            | No clasificó            | No clasificó            | No clasificó            | No clasificó            | No clasificó            | No clasificó            | No clasificó            | No clasificó            |
| Honduras - Jamaica 2007                             | No clasificó            | No clasificó            | No clasificó            | No clasificó            | No clasificó            | No clasificó            | No clasificó            | No clasificó            | No clasificó            |
| México 2009                                         | No clasificó            | No clasificó            | No clasificó            | No clasificó            | No clasificó            | No clasificó            | No clasificó            | No clasificó            | No clasificó            |
| Jamaica 2011                                        | No participó            | No participó            | No participó            | No participó            | No participó            | No participó            | No participó            | No participó            | No participó            |
| Panamá 2013                                         | No clasificó            | No clasificó            | No clasificó            | No clasificó            | No clasificó            | No clasificó            | No clasificó            | No clasificó            | No clasificó            |
| Honduras 2015                                       | No clasificó            | No clasificó            | No clasificó            | No clasificó            | No clasificó            | No clasificó            | No clasificó            | No clasificó            | No clasificó            |
| Panamá 2017                                         | No clasificó            | No clasificó            | No clasificó            | No clasificó            | No clasificó            | No clasificó            | No clasificó            | No clasificó            | No clasificó            |
| Estados Unidos 2019                                 | 4                       | 0                       | 0                       | 4                       | 0                       | 11                      | –11                     | 0                       | Primera fase            |
| Guatemala 2023                                      | No clasificó            | No clasificó            | No clasificó            | No clasificó            | No clasificó            | No clasificó            | No clasificó            | No clasificó            | No clasificó            |
| Total                                               | 4                       | 0                       | 0                       | 4                       | 0                       | 11                      | –11                     | 0                       | —                       |

### Clasificación de Concacaf para la Copa Mundial Sub-17
| Año   | PJ | PG | PE | PP | GF | GC | DIF. | PTS | Ronda                   |
| ----- | -- | -- | -- | -- | -- | -- | ---- | --- | ----------------------- |
| 2025  | 3  | 0  | 0  | 3  | 5  | 37 | –32  | 0   | 4° Grupo F No clasificó |
| Total | 3  | 0  | 0  | 3  | 5  | 37 | –32  | 0   | 0 Clasificaciones       |

### Copa Juvenil del Caribe
| Año                    | PJ | PG | PE | PP | GF | GC | DIF. | PTS | Ronda        |
| ---------------------- | -- | -- | -- | -- | -- | -- | ---- | --- | ------------ |
| Trinidad y Tobago 2006 | 3  | 1  | 0  | 2  | 2  | 16 | –14  | 3   | Primera fase |
| Trinidad y Tobago 2008 | 2  | 0  | 0  | 2  | 1  | 19 | –18  | 0   | Primera fase |
| Total                  | 5  | 1  | 0  | 4  | 3  | 35 | –32  | 3   | —            |